# Villaselán (León)
Villaselán es un municipio y lugar español de la provincia de León, en la comunidad autónoma de Castilla y León. Cuenta con una población de 180 habitantes (INE 2024).

## Geografía

### Ubicación
| Noroeste: Villamartín de Don Sancho          | Norte: Almanza | Noreste: Cea                    |
| Oeste: Santa María del Monte de Cea Villamol |                | Este: Villazanzo de Valderaduey |
| Suroeste Villamol                            | Sur: Cea       | Sureste: Cea                    |

## Demografía
Cuenta con una población de 180 habitantes (INE 2024).
| Gráfica de evolución demográfica de Villaselán entre 1857 y 2021 |
| |
| Población de derecho según los censos de población del INE. Población de hecho según los censos de población del INE. En 1857 aparece este municipio porque se segrega de Villamartín de Don Sancho. |

## Fiestas

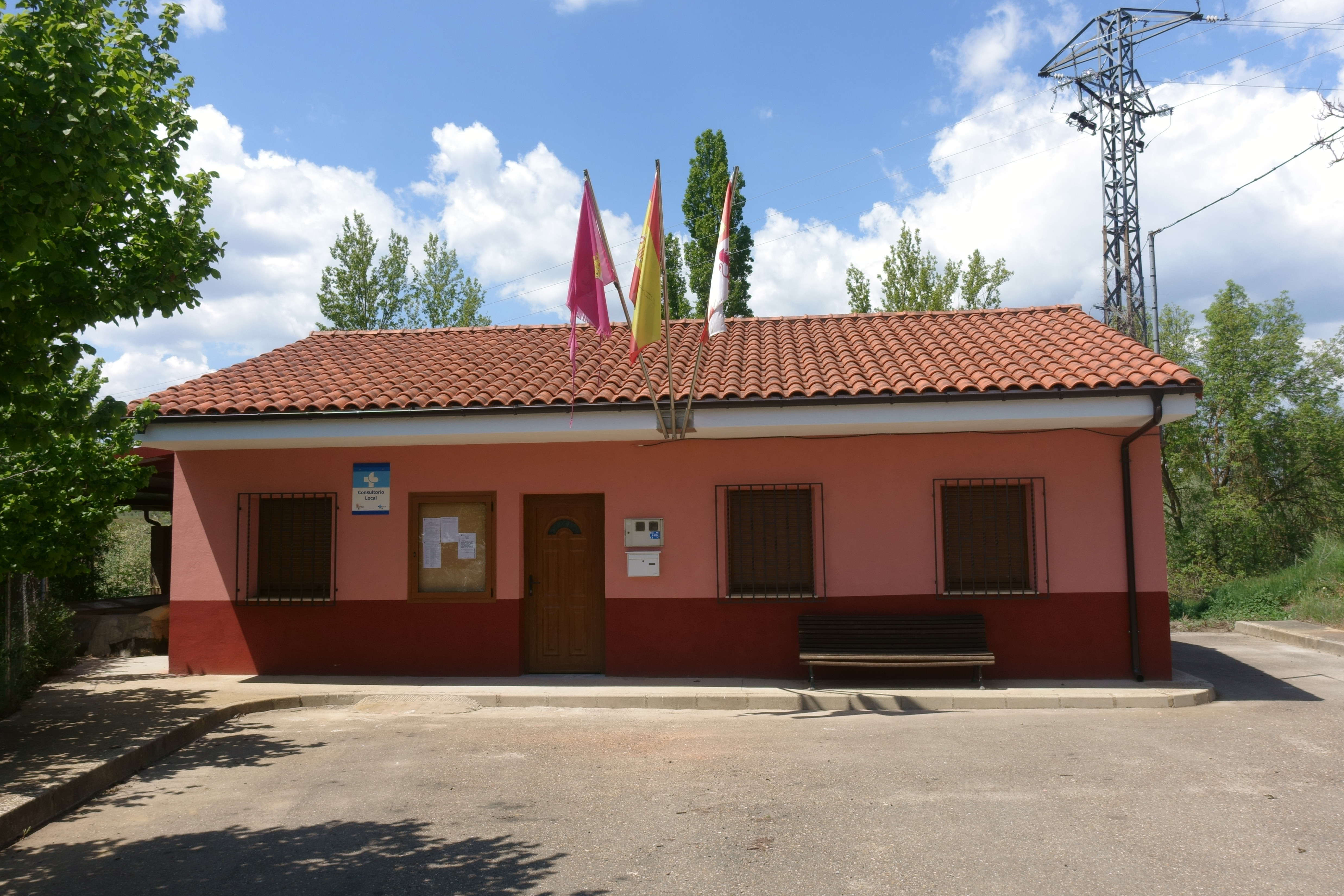
Casa consistorial

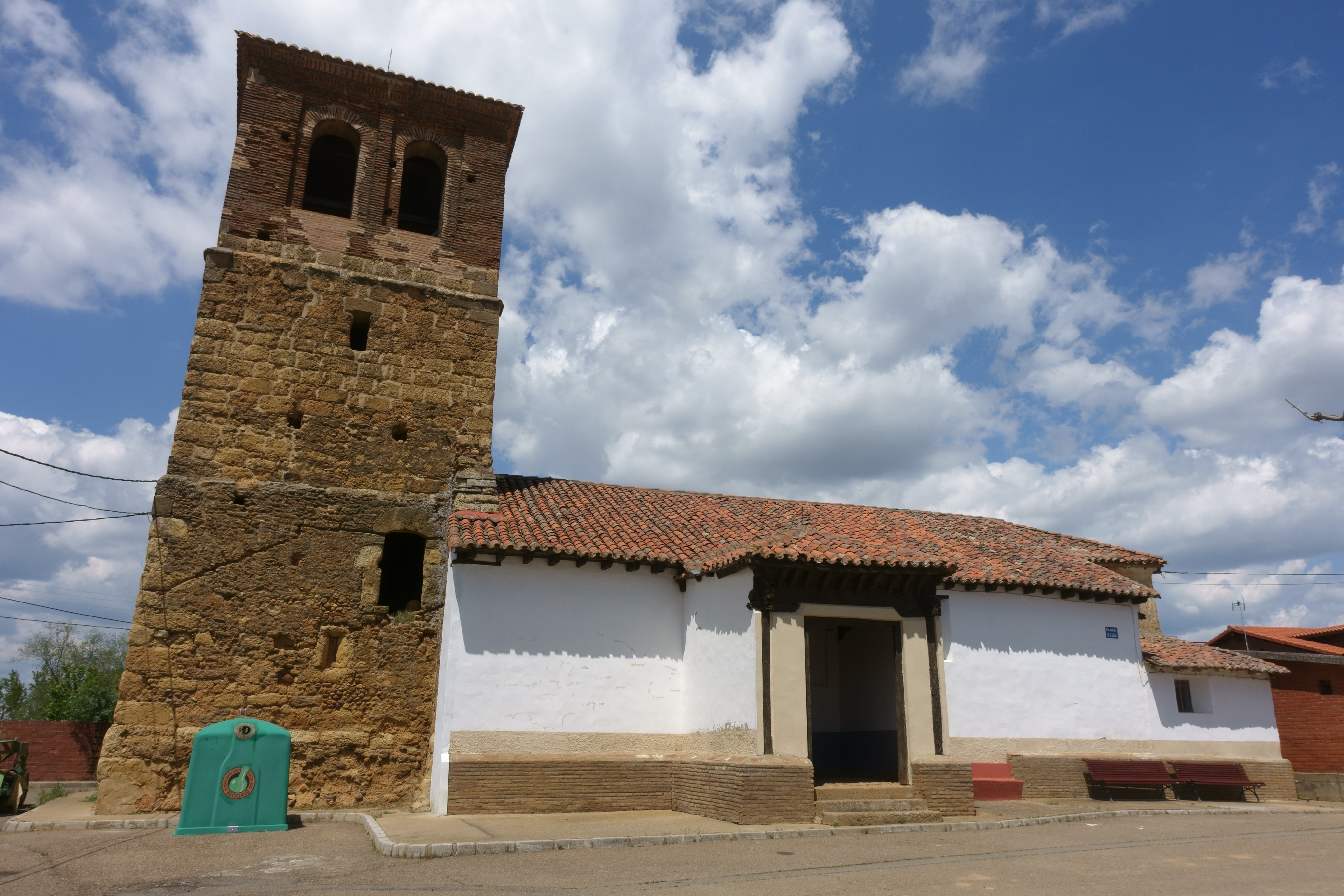
Iglesia de los santos Facundo y Primitivo

La fiestas de San Facundo y San Primitivo se celebran el 27 de noviembre.